# بارا پایکا
بارا پایکا (به لاتین: Bara Paika) یک روستا در بنگلادش است که در استان باریسال و در ناحیه باریسال واقع شده‌است.